# Lobelia polyphylla
La Lobelia polyphylla  es una planta endémica de Chile y crece en terrenos arenosos cerca de la costa entre Coquimbo y Valparaíso (IV a V región).  Tupa era el nombre indígena de la planta.

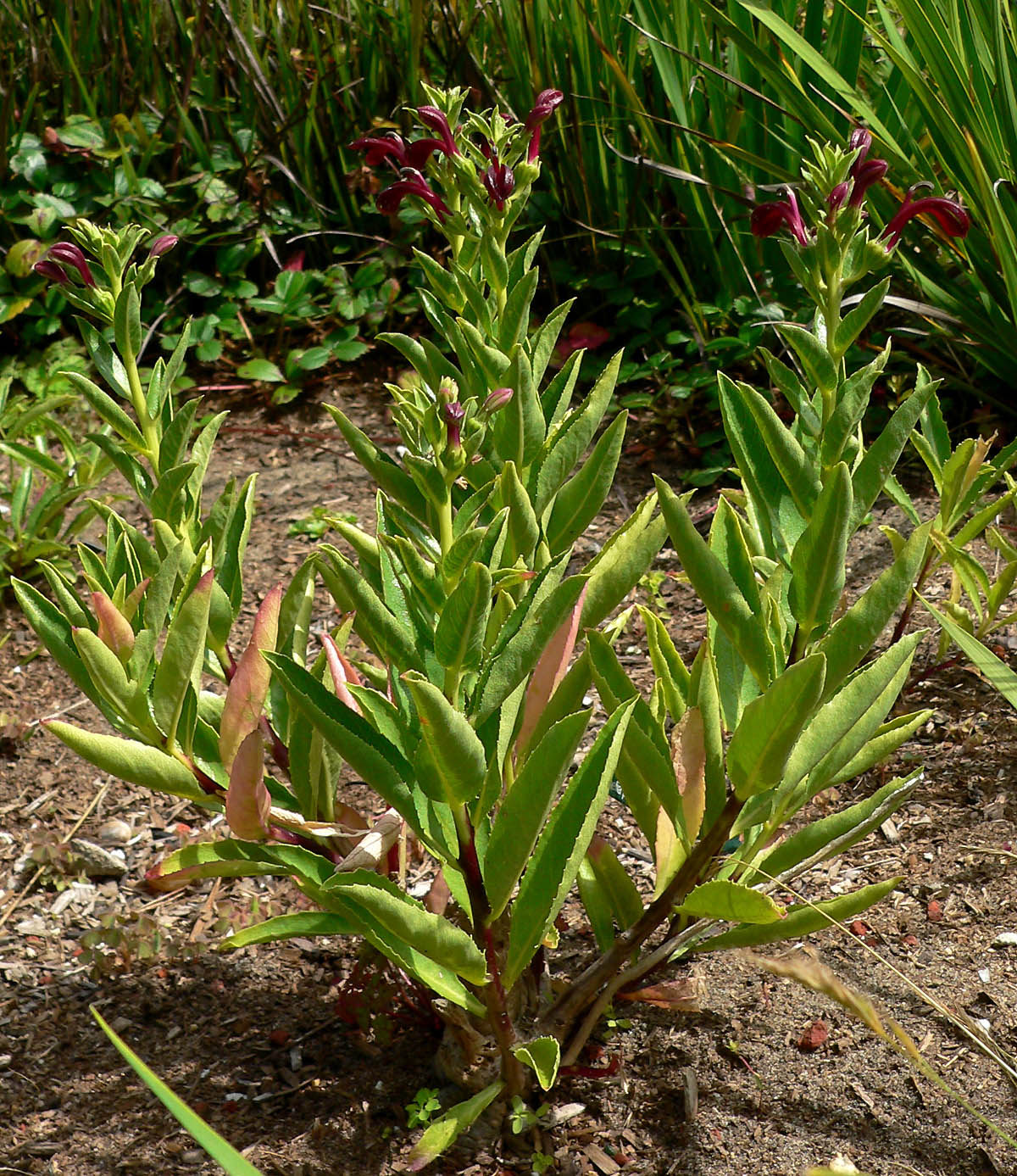
Vista de la planta

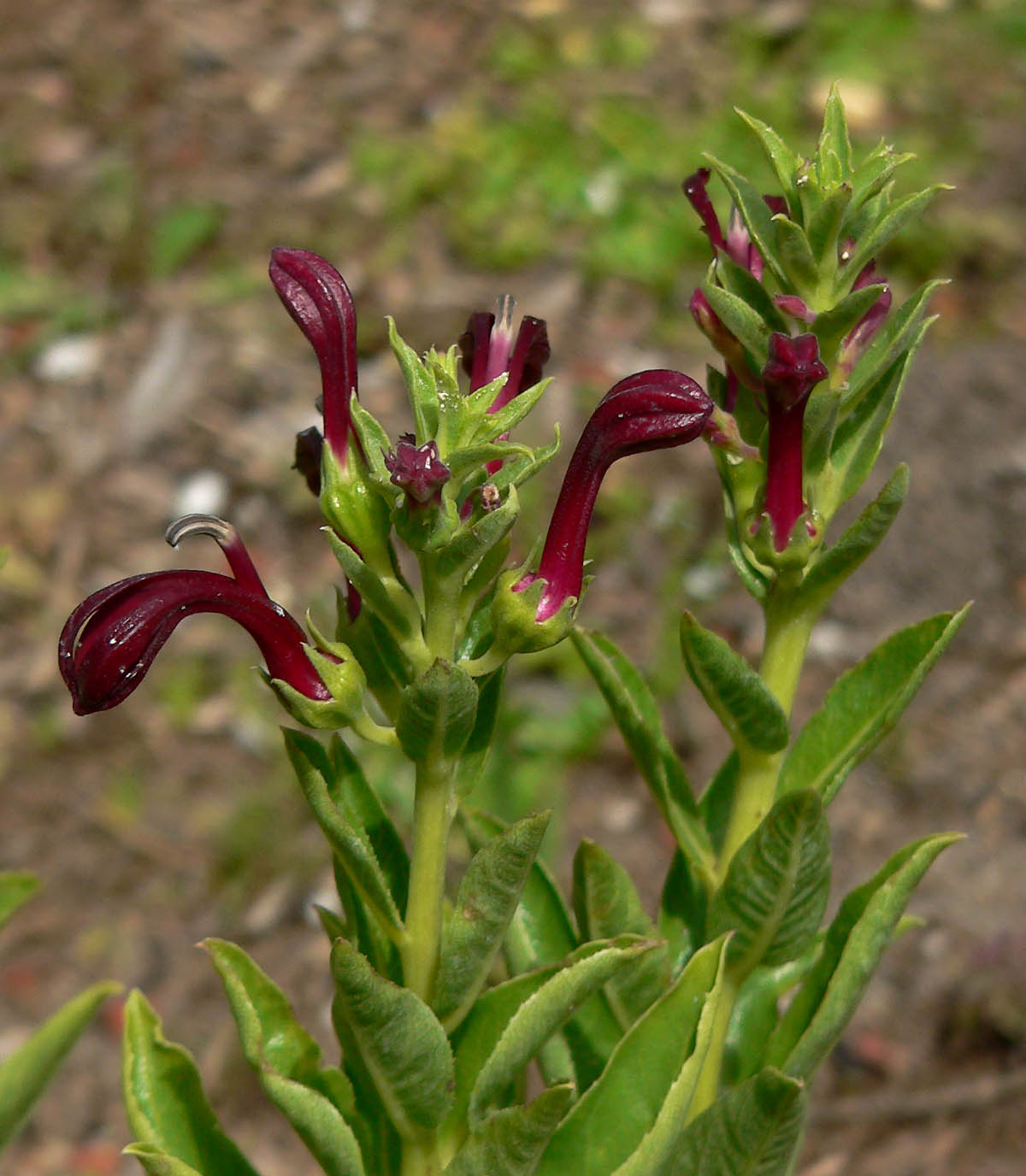
Planta en flor

## Propiedades
Su látex es usado como abortivo y como alucinógeno, lo que explica sus nombres comunes de  Tabaco del Diablo, irónicamente esta planta es usada para eliminar los efectos de la adicción a la nicotina, causada por el alcaloide lobelina. Los indígenas Mapuche del sur de Chile lo consideran una hierba sagrada. En las hojas de Tupa se encuentran principios activos que  estimulan la respiración.

## Taxonomía
Lobelia polyphylla fue descrita por Hook. & Arn. y publicado en Bot. Beechey Voy. 33 1830.
Etimología
Lobelia: nombre genérico que fue nombrado en honor del botánico belga Matthias de Lobel (1538-1616).
polyphylla: epíteto latino que significa "con muchas hojas".
Sinonimia
- Dortmannia besseriana (C.Presl) Kuntze
- Dortmannia bracteosa (C.Presl) Kuntze
- Dortmannia hyssopifolia (C.Presl) Kuntze
- Dortmannia polyphylla (Hook. & Arn.) Kuntze
- Dortmannia purpurea (Lindl.) Kuntze
- Dortmannia subdentata (C.Presl) Kuntze
- Lobelia axilliflora (Phil.) Reiche
- Lobelia hyssopifolia (C.Presl) Gay
- Lobelia ovata Reiche
- Lobelia purpurea Lindl.
- Rapuntium besserianum C.Presl
- Rapuntium bracteosum C.Presl
- Rapuntium hyssopifolium C.Presl
- Rapuntium poeppigianum C.Presl
- Rapuntium polyphyllum (Hook. & Arn.) C.Presl
- Rapuntium purpureum (G.Don) C.Presl
- Rapuntium subdentatum C.Presl
- Tupa atropurpurea Vis.
- Tupa axilliflora Phil.
- Tupa besseriana (C.Presl) A.DC.
- Tupa bracteosa (C.Presl) A.DC.
- Tupa gayana Phil.
- Tupa hyssopifolia (C.Presl) A.DC.
- Tupa linearifolia Phil.
- Tupa ovata Phil.
- Tupa poeppigiana Phil.
- Tupa polyphylla (Hook. & Arn.) G.Don
- Tupa purpurea G.Don
- Tupa serrata Phil.
- Tupa subdentata (C.Presl) A.DC.[6][7]